# Schotse vrijmetselarij
De Schotse vrijmetselarij (Frans: Ecossisme) is een verzamelbegrip voor vrijmetselaarsriten die vooral binnen de hogere gradenvrijmetselarij wordt gebruikt. Internationaal is de Aloude en Aangenomen Schotse Ritus met zijn 33 graden veruit het meest populaire hogere gradensysteem.

## Benaming
De benaming 'Schots' berust bijna altijd op een mystificatie die is ontstaan naar aanleiding van een discours van Michael Ramsay uit 1737, die de oorsprong van de vrijmetselarij mystiek en virtueel in verband bracht met Schotland en de tempelierssymboliek.

## Soorten
Er bestaan een zestigtal vrijmetselaarsritussen en hogere gradensystemen die aanspraak maken op het predicaat 'Schots', waarvan onderstaande de belangrijkste zijn:
- Aloude en Aangenomen Schotse Ritus (A.A.S.R.) - 1801 Charleston (South Carolina) telt 33 graden
- Gerectificeerde Schotse Ritus (G.S.R.) - 1778 Lyon (Frankrijk) / 1782 Wilhelmsbad (Beieren) telt 8 graden
- Schotse Ritus van 1962 (S.R. 1962) - 1962 Brussel (België) telt 33 graden en wordt ook wel Gerenoveerde Schotse Ritus genoemd
- Standaard Schotse Ritus (S.S.R.) - 18XX Kilwinning (Schotland) telt 3 graden
- Oude en Primitieve Schotse Ritus (O.P.S.R.) - 1725 ... (Frankrijk) telt 7 graden
- Filosofisch Schotse Ritus (F.S.R.) - 179X Marseille (Frankrijk) telt ... graden en wordt ook wel Moderne Belgische Ritus of Oude Hollandse Ritus genoemd

De Franse Ritus is inhoudelijk schatplichtig aan de A.A.S.R..